# Карони (река, Тринидад)
Карони (англ. Caroni) — крупнейшая река в Республике Тринидад и Тобаго на острове Тринидад.
Длина реки — 40 км (по другим данным — 35 км). Истоки находятся в Северном хребте. Площадь водосборного бассейна — около 1000 км². Впадает в залив Пария. Протекает по северной части одноимённой низменности. Имеет 14 относительно крупных притоков.
Река известна своим сильным течением. Иногда, во время обильных осадков, случаются наводнения, которые повреждают фермы в районе реки Карони.

## Хозяйственное значение
Река Карони и её притоки стекают в один из самых густонаселённых районов острова Тринидад, Восточно-Западный коридор, и обеспечивают его питьевой водой.
Берега реки Карони являются местом для индуистских кремаций.